# Johann Adrian Bolten

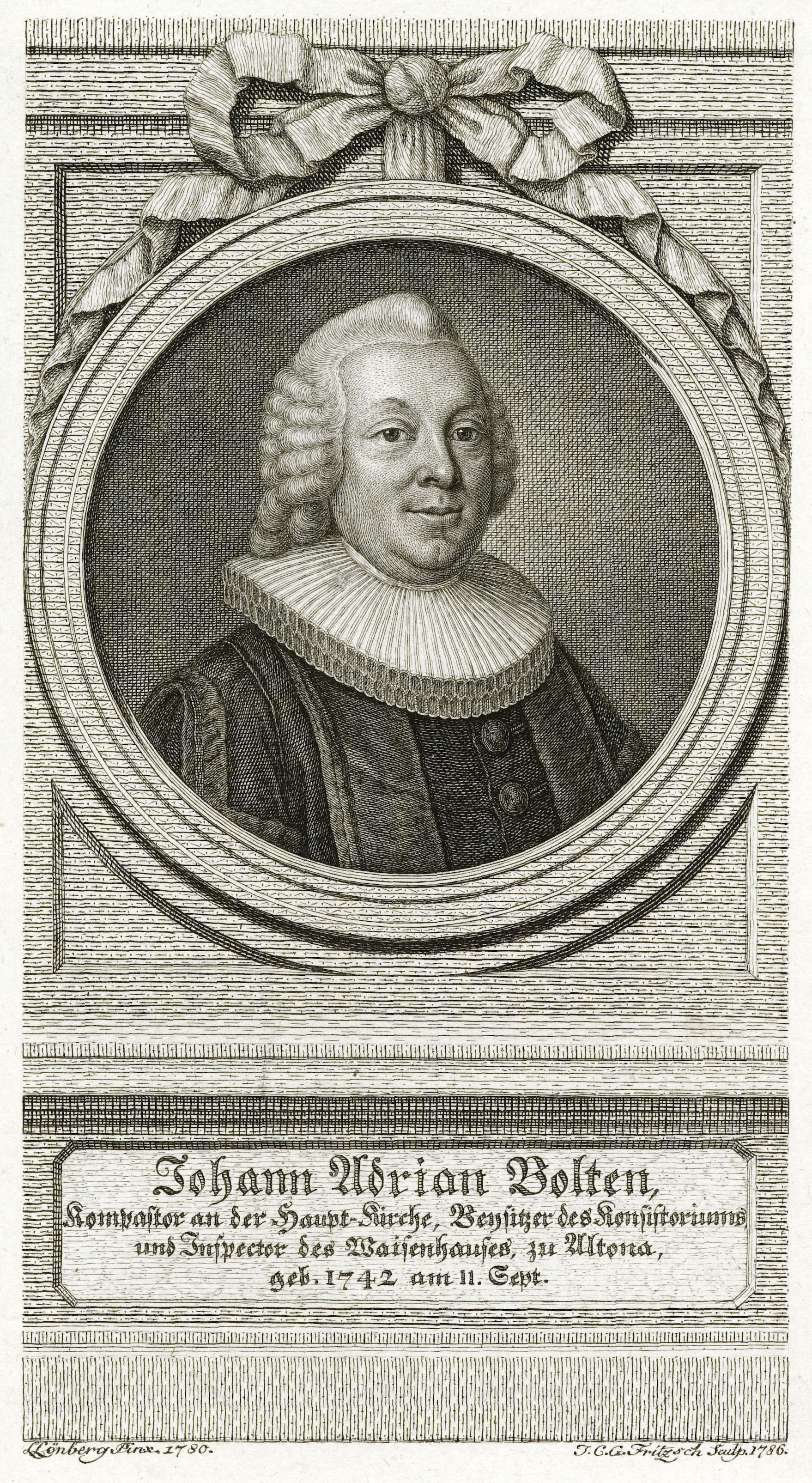
Johann Adrian Bolten, Kupferstich von Johann Christian Gottfried Fritzsch (1786)

Johann Adrian Bolten (* 11. September 1742 in Süderstapel; † 11. August 1807 in Altona) war ein deutscher lutherischer Theologe, Historiker, Schriftsteller und Bibelübersetzer.

## Leben
Bolten war der älteste Sohn des Pastors von Süderstapel Matthias Hermann Bolten (1712–1772) und ein Enkel des ersten Altonaer Propsten Johann Bolten (1678–1758). Er besuchte die Domschule Schleswig und von Ostern 1759 bis Michaelis 1760 das Christianeum in Altona. In Kopenhagen studierte er Theologie und orientalische Sprachen. 1763 kehrte er nach Schleswig-Holstein zurück und wurde von Generalsuperintendent Adam Struensee examiniert, erhielt jedoch trotz ausgezeichneter Beurteilung keine Anstellung, sondern kehrte ins Elternhaus zurück und unterstützte seinen Vater bei den Amtsgeschäften. Seine erste Pfarrstelle erhielt er erst 1772 als Diakon in Wöhrden. Dort kümmerte er sich vor allem um die Verbesserung des Schul- und Armenwesens. 1782 wurde er als zweiter Prediger (Kompastor) an St. Trinitatis nach Altona berufen, wo er bis zu seinem Tod wirkte. Gleichzeitig war er Inspektor der Altonaer Armen- und Waisenschule. Sein Nachfolger war Nikolaus Funk.
Seit 1775 war er mit Anna Katharina Block, der Tochter eines Dithmarscher Kaufmanns, verheiratet. Das Paar hatte einen Sohn, Hermann Christian Bolten (* 1783).

## Werk
Angefangen von seiner Antrittspredigt in Wöhrden veröffentlichte Bolten diverse Predigten und theologische Schriften, wobei er auch in theologischen Streitigkeiten wie denen um die Kirchenagende des Generalsuperintendenten Adler eine ausgleichenden Position beibehielt. Sein Hauptinteresse galt jedoch der Heimatforschung. Bereits 1777 erschien Beschreibung und Nachrichten von der im Herzogthume [Herzogtum] Schleswig belegenen Landschaft Stapelholm nebst einer Landkarte von derselben als Ergebnis seiner Aufräumarbeiten im Archiv der väterlichen Kirchengemeinde. In den folgenden Jahren verfasste er eine vierbändige Ditmarsische Geschichte (4 Teile, Flensburg und Leipzig, 1781–1788) sowie Historische Kirchen-Nachrichten von der Stadt Altona und deren verschiedenen Religions-Partheyen, von der Herrschaft Pinneberg und von der Grafschaft Ranzau (2 Bände, Altona, 1790–1791). Ein Entwurf einer schleswig-holsteinischen Buchdruckergeschichte erschien in den Miscellaneen von August Christian Niemann. Als Pastor von Altona war er Mitarbeiter der Zeitschrift Hamburg und Altona.
Bedeutsam ist auch seine mit Anmerkungen versehene Übersetzung des Neuen Testaments, der schon 1768 eine Übersetzung der Bergpredigt vorausging. Bolten versuchte damit, die von ihm angenommene aramäische Ursprache der Worte Jesu nachzuempfinden.
Bolten besaß eine stadtbekannte Bibliothek. Nach seinem Tod 1808 wurden laut dem Auktionskatalog 4500 Titel versteigert. Dabei erwarb das Christianeum auf einer Auktion seine 41 Drucke umfassende Inkunabel-Sammlung.